# Скопони, Норберто
Норберто Уго Скопони Касанова (исп. Norberto Hugo Scoponi Casanova) (13 января 1961, Росарио, Аргентина) — аргентинский футболист, вратарь; тренер.

## Клубная карьера
Большую часть своей футбольной карьеры Скопони защищал ворота аргентинского клуба «Ньюэллс Олд Бойз», с которым он трижды становился чемпионом Аргентины.
В 1995 году Скопони перебрался в Мексику, где выступал за команду «Крус Асуль». В 1998 году он возвращается на родину в клуб «Индепендьенте», где и заканчивает свою профессиональную карьеру футболиста в 2000 году.

## Международная карьера
Скопони попадал в заявку сборной Аргентины на Кубок Америки 1993 и Чемпионат мира 1994 в качестве резервного голкипера. Скопони не выдалось случая появиться на поле в каком-либо матче обоих турниров.

## Достижения
Ньюэллс Олд Бойз
- Чемпионат Аргентины (3): 1987/1988 (чемпион), 1990/1991 (чемпион), 1992 (Клаусура) (чемпион)

Крус Асуль
- Чемпионат Мексики (1): 1997 (Инвьерно) (чемпион)